# Ії
Ії́ (фр. Illy) — муніципалітет у Франції, у регіоні Гранд-Ест, департамент Арденни. Населення — 415 осіб (01.01.2021).
Муніципалітет розташований на відстані близько 220 км на північний схід від Парижа, 100 км на північний схід від Шалон-ан-Шампань, 19 км на схід від Шарлевіль-Мезьєра.

## Історія
До 2015 року муніципалітет перебував у складі регіону Шампань-Арденни. Від 1 січня 2016 року належить до нового об'єднаного регіону Гранд-Ест.

## Демографія
Динаміка населення (INSEE ):

## Економіка
2010 року серед 278 осіб працездатного віку (15—64 років) 203 були активними, 75 — неактивними (показник активності 73,0%, у 1999 році було 70,0%). З 203 активних мешканців працювало 180 осіб (103 чоловіки та 77 жінок), безробітними було 23 (12 чоловіків та 11 жінок). Серед 75 неактивних 26 осіб було учнями чи студентами, 28 — пенсіонерами, 21 була неактивною з інших причин.

У 2010 році у муніципалітеті числилось 166 оподаткованих домогосподарств, у яких проживали 414,5 особи, медіана доходів виносила 18 856 євро на одного особоспоживача.